# Le Roi Soleil

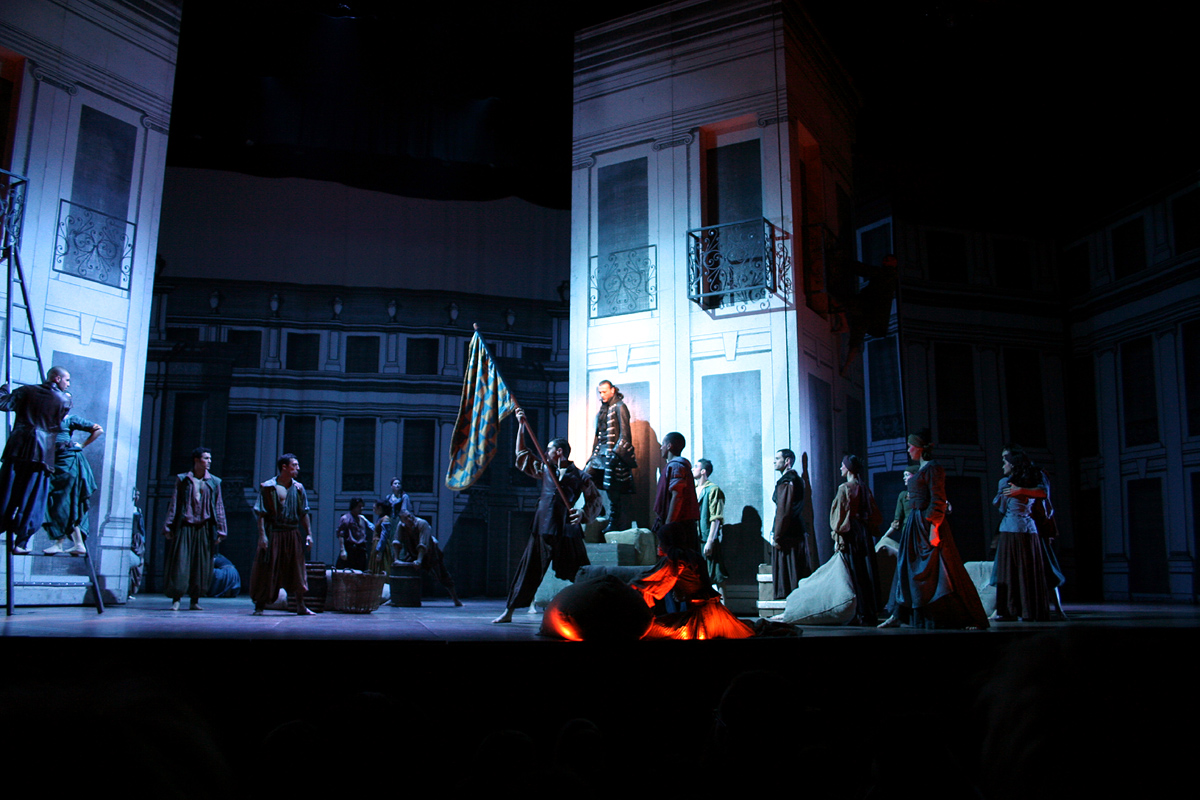
Scena z Le Roi Soleil (Paryż, Palais des Sports, 3 stycznia 2007)

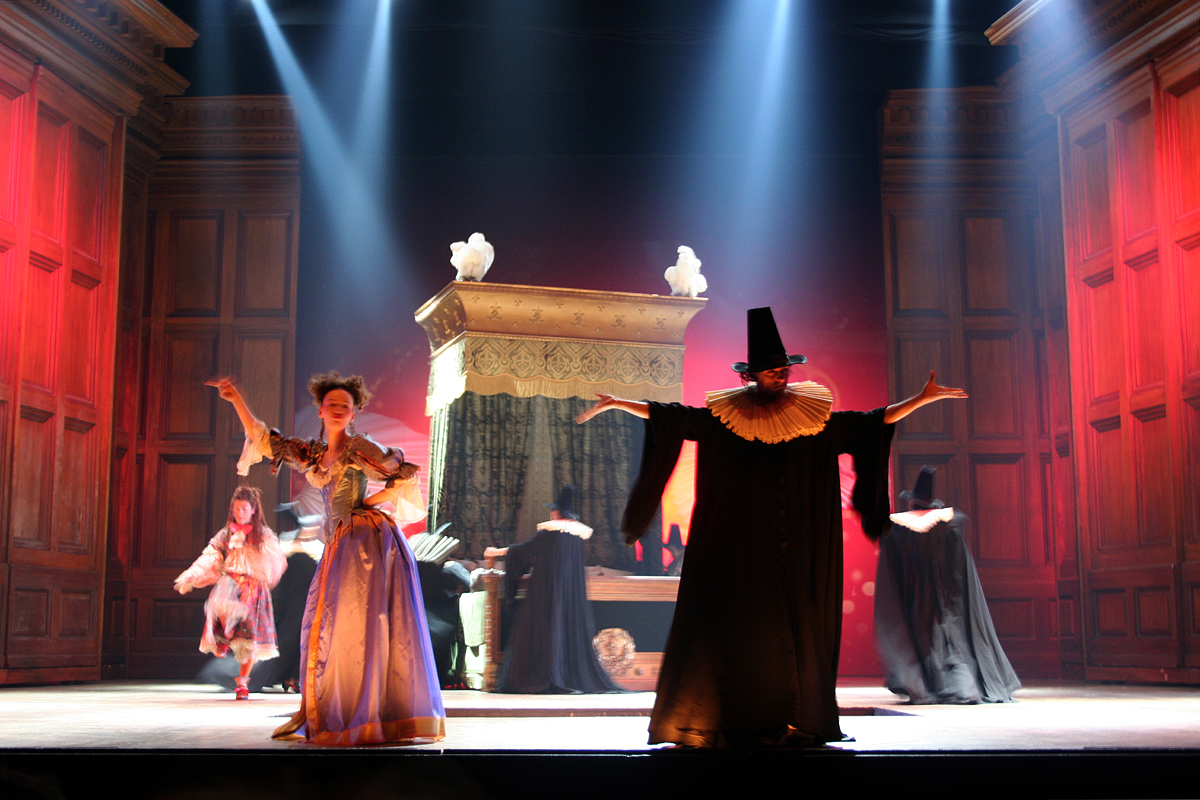
Scena z Le Roi Soleil (Paryż, Palais des Sports, 3 stycznia 2007)

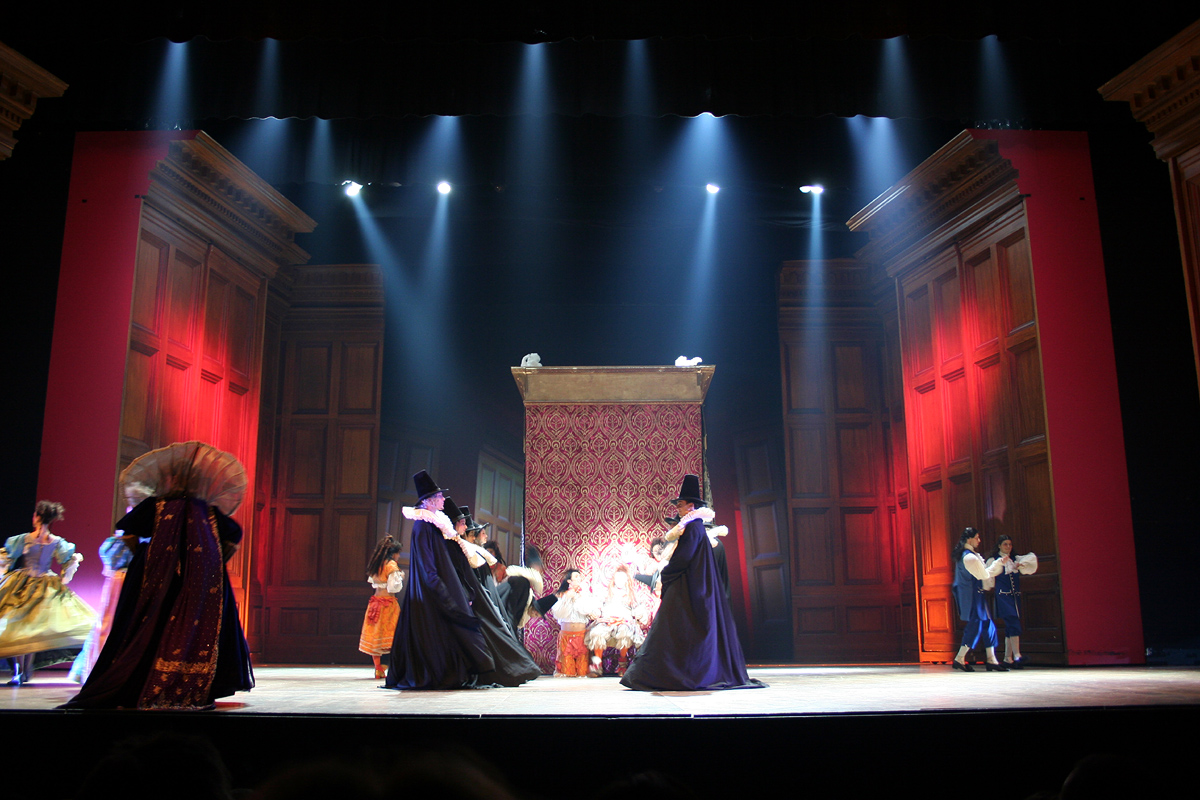
Scena z Le Roi Soleil (Paryż, Palais des Sports, 3 stycznia 2007)

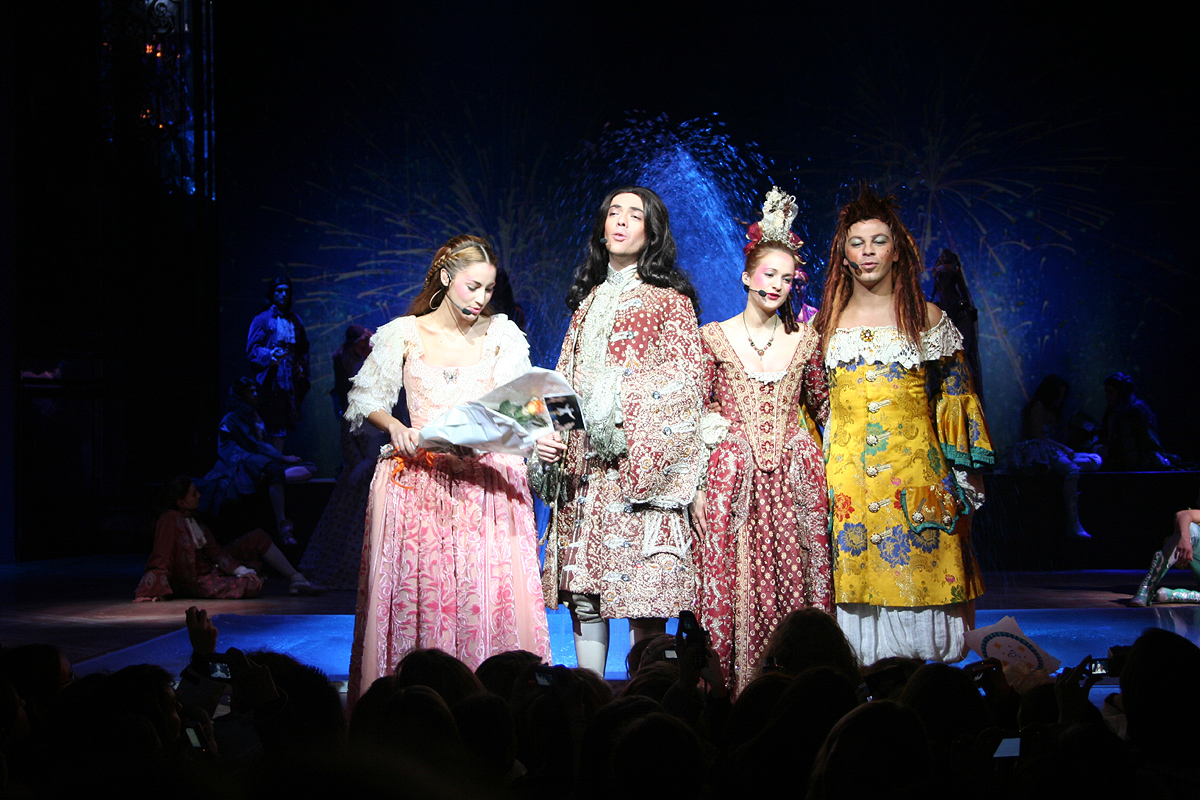
Scena z Le Roi Soleil (Paryż, Palais des Sports, 3 stycznia 2007). Tu wyjątkowo w główna rolę wcielił się dubler Emmanuela Moire, Emmanuel Dahl

Le Roi Soleil (z fr. Król Słońce) – francuski musical, opowiadający o życiu króla-słońce, Ludwika XIV. Choreografem oraz reżyserem jest Kamel Ouali, a w tytułową rolę wcielił się Emmanuel Moire. 
Premiera musicalu miała miejsce 22 września 2005 w paryskim Palais des Sports. Le Roi Soleil wystawiany był przez dwa sezony w Paryżu oraz podczas tournée we Francji, Belgii i Szwajcarii. Ostatnie przedstawienie było grane 8 lipca 2007 w Palais Omnisports w Bercy.

## Obsada
- Emmanuel Moire jako Ludwik XIV
- Anne-Laure Girbal jako Maria Mancini
- Christophe Maé jako Monsieur (Filip I Burbon-Orleański)
- Lysa Ansaldi jako Markiza de Montespan
- Merwan Rim jako Duc de Beaufort
- Victoria Petrosillo jako Isabelle
- Cathialine Andria jako Françoise d'Aubigné (Markiza de Maintenon)

## Lista utworów
Akt I:
- „Prélude versaillais” (instrumental)
- „Contre ceux d’en haut” (M. Rim, V. Petrosillo)
- „Qu’avons-nous fait de vous?” (V. Petrosillo, M. Rim)
- „Je serai lui” (C. Andria)
- „Être à la hauteur” (E. Moire)
- „Ça marche” (C. Maé)
- „Où ça mène quand on s’aime” (A.-L. Girbal, E. Moire)
- „Encore du temps” (V. Petrosillo, A.-L. Girbal)
- „Requiem Aeternam” (V. Petrosillo, M. Rim, A.-L. Girbal)
- „A qui la faute” (C. Maé)
- „Je fais de toi mon essentiel” (E. Moire, A.-L. Girbal)
- „S’aimer est interdit” (A.-L. Girbal, E. Moire)

Akt II:
- „Repartir” (M. Rim, V. Petrosillo, C. Andria)
- „Le ballet des planètes” (instrumental)
- „Pour arriver à moi” (E. Moire)
- „Un geste de vous” (L. Ansaldi, C. Maé, E.Moire)
- „Le bal des monstres” (instrumental + głos V. Petrosillo)
- „Entre ciel et terre” (M. Rim, V. Petrosillo)
- „Alors d’accord” (C. Andria i dziecko)
- „J’en appelle” (L. Ansaldi)
- „L’arrestation” (instrumental)
- „Et vice Versailles” (C. Maé, E.Moire)
- „La vie passe” (E. Moire, C. Andria)
- „Tant qu’on rêve encore” (La Troupe du Roi Soleil)
- „Rappels: Être à la hauteur” (La Troupe du Roi Soleil)